# 大安北站
大安北站是位于中华人民共和国吉林省白城市大安市安北街道的一个铁路车站，车站建于1964年，有通让铁路和长白铁路经过该站，现仅办理货运业务，车站及其上下行区间均已电气化。车站距离通辽站277公里，隶属沈阳局集团白城车务段，是二等站。

## 历史
- 建于1964年。
- 车站于2025年7月1日正式停办客运业务。原有一对旅客列车途经本站，为K50/47、K48/49次列车。